# Phyllodromica cincticollis
Phyllodromica cincticollis är en kackerlacksart som först beskrevs av Lucas 1849.  Phyllodromica cincticollis ingår i släktet Phyllodromica och familjen småkackerlackor.
Artens utbredningsområde är Algeriet. Inga underarter finns listade i Catalogue of Life.